# Desmatolagus
Desmatolagus és un gènere extint de mamífers lagomorfs de la família dels ocotònids (o, segons altres classificacions, dels lepòrids) que tingueren una amplíssima distribució a l'hemisferi nord des de l'Eocè mitjà fins al Miocè inferior, fa entre 16,3 i 46,2 milions d'anys. Se n'han trobat restes fòssils al Canadà, els Estats Units, França, el Kazakhstan, Mongòlia i la Xina. Eren més petits que Eurolagus i Megalagus. Les dents postcanines tenien la corona dentària relativament baixa. El nom genèric Desmatolagus significa ‘llebre unida’ o ‘llebre vinculada’.